# Puget-Rostang
Puget-Rostang (okzitanisch Lo Puget Rostanh, italienisch Poggetto Rostang) ist eine französische Gemeinde. Sie gehört zur Region Provence-Alpes-Côte d’Azur, zum Département Alpes-Maritimes, zum Arrondissement Nizza und zum Kanton Vence. Die Bewohner nennen sich Rostagnois.

## Geographie
Puget-Rostang liegt in den französischen Seealpen. Die angrenzenden Gemeinden sind Beuil im Norden, Rigaud im Osten, Puget-Théniers im Süden und Auvare im Westen.

## Bevölkerungsentwicklung
| Jahr      | 1962 | 1968 | 1975 | 1982 | 1990 | 1999 | 2008 | 2012 |
| --------- | ---- | ---- | ---- | ---- | ---- | ---- | ---- | ---- |
| Einwohner | 24   | 61   | 70   | 85   | 115  | 114  | 106  | 123  |

## Sehenswürdigkeiten
- Kirche der Heiligen Dreifaltigkeit (Église de la Sainte-Trinité), erbaut vom 13. bis 19. Jahrhundert
- Ecomusée du Pays de La Roudole de Puget-Rostang